# Hef (rappeur)
Hef, nom de scène de Julliard Frans, né le 18 mars 1987 à Rotterdam aux Pays-Bas, est un rappeur néerlandais d'origine curacienne et surinamaise,.

## Discographie

### Albums studio
- 2009 : Hefvermogen
- 2012 : Papierwerk
- 2015 : 13
- 2016 : Ruman
- 2017 : Geit
- 2019 : Koud
- 2019 : Tranen

### Mixtapes
- 2008: Boyz in de hood vol. 1
- 2021: Boyz in de hood vol. 2

### Singles
- 2009 : Luie Mannen
- 2009 : Puur
- 2009 : Fok Met Me
- 2010 : Overal
- 2010 : Gone met Major
- 2010 : Get Money
- 2011 : Familie Boven Zaken feat. Adje & Crooks
- 2012 : Op een missie feat. Bayboy Taya et Feis
- 2012 : Ze zeggen
- 2012 : Stroomtrein
- 2012 : Kutleven
- 2012 : Drink van Me feat. The Opposites et Sjaak
- 2013 : Alles op Alles feat. Safi & Spreej
- 2013 : Replay
- 2013 : Kluis
- 2013 : Nog steeds
- 2015 : Wat doe je
- 2015 : Niet Normaal feat. Sevn Alias
- 2016 : Droomfeat. Crooks
- 2017 : Tien blokken
- 2017 : Nieuwe Euro feat. Josylvio
- 2017 : Bijna feat. Lil Kleine